# Joke Devynck
Joke Devynck (Poperinge, 10 oktober 1972) is een Vlaamse actrice. Van haar televisiewerk is ze vooral bekend door haar rol als de brutale Tony in de televisieserie Flikken, als Katrien De Schryver in de televisieserie Het goddelijke monster en als Tine Peeters in de misdaadserie Vermist. Daarnaast heeft ze in verschillende theaterproducties gestaan.

## Biografie
Devynck werd geboren in het West-Vlaamse Poperinge, maar bracht haar jeugd door in Knokke-Heist. In deze gemeente studeerde zij dictie, voordracht en toneel aan de muziekacademie. Hierna trok ze naar het Antwerpse voor een studie aan Studio Herman Teirlinck, die ze in 1994 succesvol afrondde.
Terwijl Devynck nog op school zat, was zij al te zien als de Poolse Olga in de VTM-serie De Kotmadam. Het was haar eerste (gast)rol op televisie. Tot ongeveer 1999 stond ze voornamelijk op de planken met een tiental toneelproducties. In 1999 speelde zij in de vrt-reeks Flikken, waarbij ze bekend werd bij het grote publiek. In 2001 zei ze de serie vaarwel. Zij vond dat het genoeg geweest was en was daarenboven zwanger van haar eerste kind. In 2003 kreeg ze een tweeling. Hiermee werd het ook een tijdje vrij stil rond haar, enkele tv-optredens uitgezonderd, totdat bekend werd dat zij te zien zou zijn in de nieuwste film van Jan Verheyen, Buitenspel, die in 2005 uitkwam. Daarna volgde onder andere de politieserie Vermist, die in 2008 uitgezonden werd op Prime en VT4, Katarakt op Een en Sara op VTM. Vervolgens speelde Devynck de rol van Katrien Deschrijver in de VRT-reeks Het Goddelijke Monster en Claudia Schneider in de VTM-serie De Rodenburgs. Vanaf mei 2011 startte Devynck na bijna drie jaar terug met de opnames van derde seizoen van Vermist. IN 2012 en 2017 schreef ze twee theaterstukken, Anna en Kleur. In 2019 volgde een hoofdrol in de Nederlandse serie Morten en de Belgische reeks Een Goed Jaar. En twee films, Binti en All of us.

## Politiek
Devynck kwam bij de federale verkiezingen van 2010 op voor Groen!. Ze had een vijftiende plaats op de Senaatslijst van die partij. In 2014 deed ze voor Groen mee aan de Kamerverkiezingen. Ze stond op de elfde plaats van de Oost-Vlaamse lijst. Voor de lokale verkiezingen van 2018 staat ze op de Aalsterse Groen-lijst, zonder de bedoeling om gemeenteraadslid te worden. In 2024 kwam ze opnieuw op voor de gemeenteraadsverkiezingen, maar ze raakte opnieuw niet verkozen.

## Privéleven
Devynck woonde gedurende 19 jaar samen met de Belgische acteur Johan Heldenbergh, in Hofstade (bij Aalst). In 2013 gingen ze uit elkaar. Ze heeft drie kinderen, onder wie een tweeling.

## Televisie

### Hoofdrollen
- 2025-heden: LikeMe, als Anne Sand
- 2021: Lockdown, als Sam reeks 1, aflevering 4 verhaal: Nora & Sam
- 2019-2020, 2022: Een Goed Jaar, als Judith Vandecasteele
- 2019: Morten, als Evelien Bax
- 2011: Het goddelijke monster, als Katrien De Schryver
- 2010-2011: De Rodenburgs, reeks 2, 18 afleveringen, als Claudia Schneider
- 2008-2015: Vermist, reeks 1 t/m 6, 56 afleveringen, als Tine Peeters
- 1999-2001: Flikken, reeks 1 t/m 3, 40 afleveringen, als Tony Dierickx

### (Gast)rollen
- 2023: De stamhouder als Ghislaine Huberte
- 2022: Transport als Sophia
- 2022-2024: Onder Vuur als Celine De Vlaeminck
- 2018: 13 Geboden als Sandy
- 2018: Sthlm Rekviem, als Daphne Goldmann
- 2017: Dokter Tinus
- 2017: Gent-West, als Christel Wouters
- 2016: Heer & Meester, seizoen 2, aflevering 2: Diamantroof, als Tanya Lycklema
- 2016: Vermist, reeks 7, aflevering 64: 'Lotte', als Tine Peeters
- 2015: Professor T., reeks 1, aflevering 10: 'De Zaak Seynaeve', als Annemie Seynaeve
- 2012: Witse, reeks 9, aflevering 3, als Kristien Wouters
- 2007: Rupel, als Sofie Dombert
- 2007: Katarakt, als Nathalie
- 2007-2008: Sara, als Esther Bossiers
- 2007: Aspe, reeks 3, aflevering 35: 'Gestolen Dood' en 36: 'Hoog Spel', als Hilde Naessens
- 2007: Dag Boek, gastlezer
- 2006: Willy's en Marjetten, als zichzelf (aflevering 7)
- 2006: De Zevende Dag, zondagochtendprogramma
- 2006: Beste vrienden, vriendschapstest in de vorm van een spel
- 2005: Witse, reeks 2, aflevering 23: 'Tweespoor', als Anja Siebens
- 2005: Zomer 2005, praatprogramma
- 2004: Hij/Zij, spelprogramma
- 2003: Dennis, 1 aflevering, als een vroegere vriendin van Dennis
- 2002: Flikken, seizoen 4 aflevering 1, als Tony Dierickx
- 2001: Aan tafel, praatprogramma
- 2001: Liefde & Geluk, aflevering 5: 'Striptease', als Tony Dierickx
- 1998: Deman, 1 aflevering: 'Duivelse minnaars', als Sonja
- 1998: De Raf en Ronny Show, als 'Haar van boven'
- 1998: Heterdaad, reeks 3, aflevering 26, als Barbara
- 1997: Dokters, aflevering 'Verboden te roken'
- 1995: Wittekerke, aflevering 116, als Nadine
- 1992: Familie, aflevering 44, als Mieke Schelfhout
- 1991: De Kotmadam, reeks 3, aflevering 49: 'De Poolse', als Olga Kornikova

## Films
- 2021: Bittersweet Sixteen, als Jo, moeder van Astrid
- 2020: Binti
- 2020: All of us
- 2018: Baba Yega: The Movie, als moeder van Alima
- 2017: Verborgen Verlangen, als Jeanne Van Oost
- 2013: Het Vonnis, als vrouw van Luc Segers
- 2011: Quichote's Eiland, als psychologe (bijrol)
- 2011: Schellebelle 1919, als prostituee (bijrol)
- 2010: Zot van A., als Annette
- 2010: Louis, als drugsverslaafde moeder (docudrama)
- 2008: Een film voor ons ma, als "ons ma" (korte film)
- 2007: Vermist, als Tine Peeters
- 2006: Vleugels, als Kris
- 2005: Buitenspel, als Anne Reynders, moeder van Gilles
- 2005: Suspect, als journaliste Conny Haas (bijrol)
- 2004: Nieuwe Schoenen, kleine bijrol (televisiefilm)
- 2003: A love story in B-minor (korte film)
- 2002: De blauwe roos, moeder van Nathalie (korte film)
- 1998: She will be mine (korte film)
- 1997: Cel, als Sheila (korte film)

## Theater
- 2016-: In de Duinhalm, Het prethuis
- 2017 : Kleur, eigen beheer
- 2013-2014 : Giovanni, Compagnie Cecilia
- 2012-: Anna, BRONKS
- 2005-2007: Oom Wanja, MathildeSpeelt
- 2003-2004: Madam van 't café van hierover, Theater Zuidpool
- 1997-1998: Moeilijk doen, De Verrukking
- 1997-1998: De Snelste klok van de schepping, Raamtheater
- 1997-1998: Onder de vuurblauwe hemel, Barre Weldaad
- 1996-1997: Steunpilaren van de maatschappij, NTGent
- 1995-1996: De ingebeelde ziekte, Het Gevolg
- 1994-1995: De ratten, Koninklijke Nederlandse Schouwburg
- 1994-1995: Driekoningenavond, Koninklijke Nederlandse Schouwburg
- 1994-1995: Candide ou l'optimisme, Koninklijke Nederlandse Schouwburg
- 1994-1995: Blindeman, Koninklijke Nederlandse Schouwburg
- 1993-1994: Losing time, Studio Herman Teirlinck
- 1993-1994: De oorlog van de koe, Studio Herman Teirlinck
- 1993-1994: Romeo & Julia, Studio Herman Teirlinck
- 1993-1994: Hij vond haar - zij vond van niet, Studio Herman Teirlinck